# Ghisonaccia
Ghisonaccia är en kommun i departementet Haute-Corse på ön Korsika i Frankrike. Kommunen ligger i kantonen Ghisoni som tillhör arrondissementet Corte. År 2022 hade Ghisonaccia 4 246 invånare.

## Befolkningsutveckling
Antalet invånare i kommunen Ghisonaccia
Referens:INSEE